# Noordelijke Kaukasus
De Noordelijke Kaukasus of Ciskaukasië omvat het noordelijke deel van het Kaukasusgebied ten noorden van de waterscheiding van de Grote Kaukasus en ligt aan de grens tussen Europa en Azië.

## Definities
Er zitten enkele nuances tussen de Russische definities van de termen Noordelijke Kaukasus en Ciskaukasië. Onder de Noordelijke Kaukasus wordt verstaan het hele gebied ten noorden van de hoofdkam van de Grote Kaukasus tot en met de Koema-Manytsjlaagte. Ciskaukasië valt binnen dit gebied, en omvat het laagland tussen het Kaukasische voorgebergte en de Koema-Manytsjlaagte. In Rusland staat de term Noordelijke Kaukasus vaak synoniem voor de economische regio Noord-Kaukasus, al werd in 2010 het Federaal district Noordelijke Kaukasus opgericht, dat alleen de gebieden met veel moslims omvat. Buiten Rusland worden Ciskaukasië en Noordelijke Kaukasus meestal als synoniem gezien.
Neemt men dit laatste als uitgangspunt dan omvat de Noordelijke Kaukasus de noordelijke helling en westelijke uitloper van de Grote Kaukasus met een gedeelte van haar zuidelijke helling naar het westen (tot de rivier de Psou), en het steppegebied ten noorden hiervan, waarbij de noordelijke grens vaak wordt gelegd bij de Koema-Manytsjlaagte. In het westen wordt de Noordelijke Kaukasus begrensd door de Zee van Azov en de Straat van Kertsj en in het oosten door de Kaspische Zee, tot wat ten noorden van het Azerbeidzjaans schiereiland Apsjeron. De Noordelijke Kaukasus omvat daarmee de Russische krajs en autonome republieken ten zuiden van de rivieren Koema en Manytsj, te weten Krasnodar, Stavropol, Adygea, Karatsjaj-Tsjerkessië, Kabardië-Balkarië, Noord-Ossetië, Ingoesjetië, Tsjetsjenië en Dagestan alsmede enkele gebieden in Azerbeidzjan en Georgië, waaronder de Georgische streken Toesjetië, Chevsoeretië en Chevië.
Politiek gezien maakte het gebied in Rusland deel uit van het Zuidelijk Federaal District. Begin 2010 werden de Noord-Kaukasische deelrepublieken Karatsjaj-Tsjerkessië, Kabardië-Balkarië, Noord-Ossetië, Ingoesjetië, Tsjetsjenië en Dagestan, alsook de kraj Stavropol afgesplitst van dit federaal district als het Federaal district Noordelijke Kaukasus, waardoor het federaal district aanzienlijk kleiner werd. Van het Zuidelijk Federaal District vallen nu alleen de kraj Krasnodar en de deelrepubliek Adygea nog binnen de Noordelijke Kaukasus.

## Bevolking
De bevolking in de bergachtige deelrepublieken bestaat vooral uit moslimvolkeren, zoals de Adygeeërs, Karatsjajers, Tsjerkessen, Balkaren, Kabardijnen, Ingoesjen, Tsjetsjenen, Avaren, Koemukken, Dargienen en vele andere (kleinere) volkeren, terwijl de laaglanden en de deelgebieden ten noorden en westen ervan vooral worden bewoond door Slavische volkeren, zoals Russen en Kozakken, die deels Russisch-orthodox zijn. De Osseten zijn het enige niet-Slavische volk dat ook in meerderheid het Russisch-orthodoxe geloof aanhangt. De instroom van de Russen vond vooral plaats in de 19e eeuw, in het verlengde van de Kaukasusoorlog, waarbij ruim 600.000 inwoners van de berggebieden vaak onder belabberde omstandigheden werden gedeporteerd naar Anatolië (toen nog onderdeel van het Ottomaanse Rijk).
Deze deportatie (moehajirisme) was het lot van iedere bergbewoner die niet in de valleien wilde gaan wonen (waar de Russen ze beter onder controle konden houden) en daarom het gebied moest verlaten. Hun woonplaatsen werden ingenomen door Russische, Armeense, Griekse en andere kolonisten. De groei van de Russische bevolking zette ook door in de Sovjettijd, toen voor de industrialisatie van het laagland (de berggebieden werden pas vanaf 1970 gedeeltelijk geïndustrialiseerd) industrieel geschoolden nodig waren, die niet onder de lokale Kaukasische bevolking te vinden waren (die grotendeels op de landbouw was (en is) gericht) en daarom uit andere delen van Rusland kwamen. Begin jaren 60 stopte deze groei echter zowel procentueel als absoluut en begon de bergbevolking sneller toe te nemen. Dit kwam mede doordat de demografische transitie bij deze volkeren veel later inzette.
In de jaren na de val van de Sovjet-Unie begon echter ook de bevolkingsgroei bij de Kaukasische volkeren te dalen: sinds 2000 is alleen de bevolking van Ingoesjetië, Tsjetsjenië en Dagestan nog gegroeid, waarbij de groei van de bevolking van Tsjetsjenië (zoals geregistreerd bij de volkstelling van 2002) door sommige wetenschappers onrealistisch hoog is genoemd.

## Economie
Het gebied is voornamelijk gericht op de landbouw, hetgeen ook terug kan gezien worden in de lage urbanisatiegraad. De Russische wijnbouw vindt voornamelijk hier plaats. Industrie werd in de Sovjetperiode vooral in de lagergelegen gebieden gerealiseerd. Met de val van de Sovjet-Unie stortte ook de industrie in en volgde de-industrialisatie. De industriesector in de bergrepublieken maakte in 2007 nog maar 0,4% uit van de totale industriesector van Rusland.